# William Wiå
William Wiå, född 10 april 1999, är en professionell ishockeyspelare som spelar för Västerviks IK i Hockeyallsvenskan.